# Ольшаники (Ленинградская область)
Ольшаники (до 1948 — Ахиярви, фин. Ahijärvi) — посёлок в Первомайском сельском поселении Выборгского района Ленинградской области.

## Название
Старое название деревни Ахвенярви в переводе означает «Окуневое озеро». Со временем название сократилось до Ахиярви. 
В 1945 году в оставшихся 16 домах посёлка разместились семьи колхозников из Ярославской области. Из них организовали сельхозартель «имени 1-го Мая», которую впоследствии преобразовали в колхоз, относившийся к Кивеннапскому сельсовету Райволовского района. Весной 1947 года в Ахиярви прибыло еще 10 семей колхозников из Кировской (Калининской) области.
В начале 1948 года на общем собрании колхоза «имени 1-го Мая» колхозники постановили переименовать деревню Ахиярви в Новоселье. Однако это решение было изменено на заседании исполкома Леноблсовета, и селению присвоили наименование Первомайская. Но и это не оказалось окончательным вариантом. Вопрос разрешился лишь в январе 1949 года, когда было утверждено последнее наименование поселка — Ольшанник.

## История
По спискам 1559 года в деревне находилось 28 крестьянских налогооблагаемых домохозяйств.

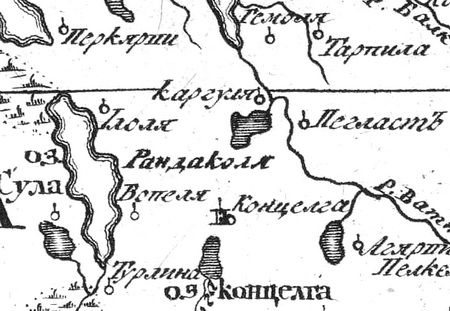
Деревня Ахиярви (Агярви) на русской карте 1745 года

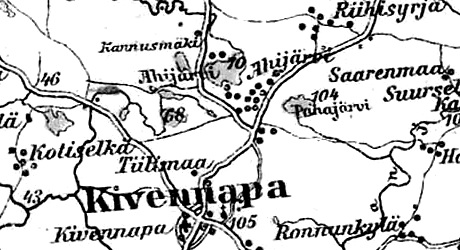
Деревня Ахиярви на финской карте 1923 года

До 1939 года деревня Ахиярви входила в состав волости Кивеннапа Выборгской губернии Финляндской республики. В 1939 году в деревне числилось около 95 дворов и полтысячи крестьян. Кроме этого в ней было две народных школы, дом добровольной пожарной команды, магазин, кафе, мельница и лесопилка.
С 1 января 1940 года по 30 сентября 1948 года — в составе Кивенаппского сельсовета Каннельярвского (Райволовского) района.
С 1 июля 1941 года по 31 мая 1944 года — финская оккупация. 
С 1 октября 1948 года — в составе Первомайского сельсовета Рощинского района.
С 1 января 1949 года учитывается административными данными как посёлок Ольшанник. 
В 1958 году население посёлка составляло 112 человек.
С 1 января 1959 года — в составе Первомайского сельсовета.
С 1 февраля 1963 года — в составе Выборгского района.
Согласно данным 1966 и1973 годов посёлок Ольшанник входил в состав Первомайского сельсовета.
Согласно данным 1990 года посёлок назывался Ольшаники и также входил в состав Первомайского сельсовета.
В 1997 году в посёлке Ольшаники Первомайской волости проживали 332 человека, в 2002 году — 374 человека (русские — 92 %).
В 2007 году в посёлке Ольшаники Первомайского СП проживали 310 человек, в 2010 году — 334 человека.

## География
Посёлок расположен в южной части района на автодороге 41А-025 (Ушково — ур. Гравийное).
Расстояние до административного центра поселения — 3 км.
Расстояние до ближайшей железнодорожной станции Рощино — 21 км. 
Посёлок находится на южном берегу озера Чернявское.

## Демография
| 2007 | 2010 | 2017 | 2021 |
| ---- | ---- | ---- | ---- |
| 310  | ↗334 | ↘329 | ↗367 |

## Фото

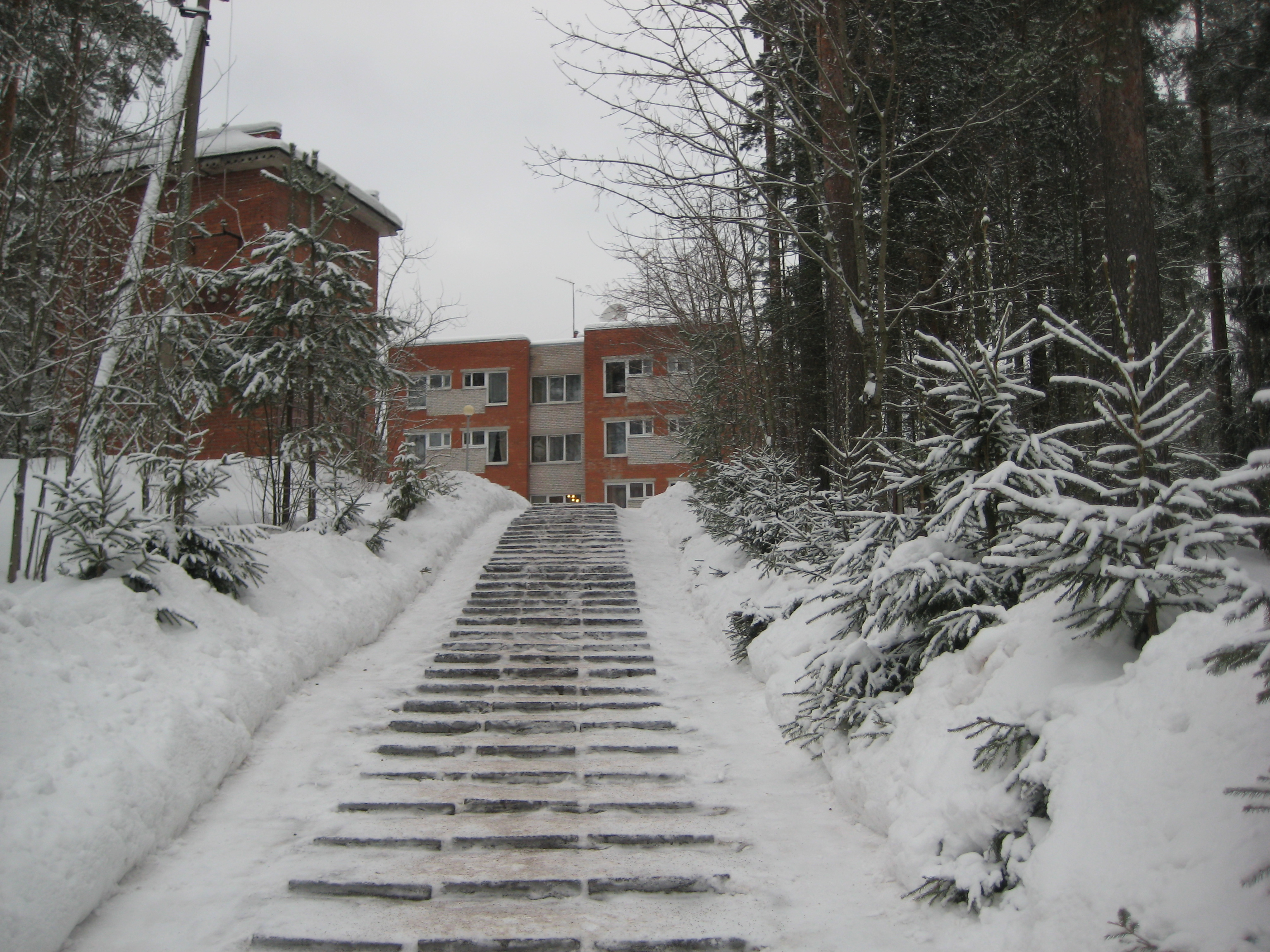
Пансионат «Ольшаники»

## Улицы
Балтийская, Дачная, Дачный переулок, Зелёная Горка, Каштановая, Летняя, Луговая, Майская, Малая Балтийская, Озёрная, Ольшанская, Подгорный проезд, Полевая, Садовый переулок, Свободы, Северная, Солнечная, Счастливый переулок, Холодный проезд, Центральная, Чернявская.

## Садоводства
Ольшаники, Ольшаники-2